# Anschütz-Anthracen-Synthese
Die Anschütz-Anthracen-Synthese, benannt nach dem deutschen Chemiker Richard Anschütz, ist eine Namensreaktion aus dem Bereich der  organischen Chemie und wurde 1884 erstmals beschrieben. Die Anschütz-Anthracen-Synthese ermöglicht die Darstellung von Anthracen aus  Vinylbromid (Bromethen) und Benzol mittels Aluminiumchlorid.

## Übersichtsreaktion
Benzol regiert mit Vinylbromid unter Aluminiumchlorid-Katalyse, zu 9,10-Dimethyl-9,10-dihydroanthracen:
Die Reaktion ist ebenso mit Vinylchlorid (Chlorethen) durchführbar.

## Reaktionsmechanismus
Der nachfolgende Reaktionsmechanismus ist in der Literatur beschrieben und verläuft ähnlich dem der Friedel-Crafts-Alkylierung:
An das Vinylbromid (1) koordiniert im ersten Schritt die Lewissäure Aluminiumchlorid und sorgt für eine positive Partialladung am Kohlenstoffatom. Unter Aufhebung der Aromatizität, kommt es zu einem elektrophilen Angriff auf das Benzol. Durch anschließende Rearomatisierung, bildet sich 1-Bromethylbenzol (2). Durch ein weiteres Molekül 1-Bromethylbenzol kommt es anschließend erneut zu einem elektrophilen Angriff des aromatischen Systems, wodurch schließlich, unter Abspaltung von Bromwasserstoff, 9,10-Dimethyl-9,10-dihydroanthracen (3) entsteht.